# Pattinaggio di figura al XV Festival olimpico invernale della gioventù europea - Ragazze
Il concorso del Pattinaggio di figura al XV Festival olimpico invernale della gioventù europea delle ragazze si è svolto il 23 e il 24 marzo 2022 alla Vuokatti Arena di Vuokatti in Finlandia. Le pattinatrici hanno gareggiato nel programma corto e nel programma libero. Ognuno dei due programmi ha attribuito un punteggio. La somma dei risultati ha determinato il vincitore della competizione. 

## Programma
| Data     | Ora(UTC+1) | Evento           |
| -------- | ---------- | ---------------- |
| 23 marzo | 12:15      | Programma corto  |
| 24 marzo | 15:45      | Programma libero |

## Risultati
| Class | Nome                        | Nazione              | Totale | PC | PC    | PL | PL     |
| ----- | --------------------------- | -------------------- | ------ | -- | ----- | -- | ------ |
| 1     | Lorine Schild               | Francia              | 166.98 | 2  | 57.88 | 1  | 109.10 |
| 2     | Olivia Lisko                | Finlandia            | 155.03 | 1  | 57.94 | 4  | 97.09  |
| 3     | Sarina Joos                 | Svizzera             | 153.43 | 5  | 50.25 | 2  | 103.18 |
| 4     | Ginevra Lavinia Negrello    | Italia               | 150.92 | 4  | 50.38 | 3  | 100.54 |
| 5     | Mariia Seniuk               | Israele              | 140.84 | 3  | 52.53 | 7  | 88.31  |
| 6     | Alexandra Michaela Filcová  | Slovacchia           | 133.54 | 11 | 45.15 | 6  | 88.39  |
| 7     | Catharina Victoria Petersen | Danimarca            | 132.24 | 10 | 47.76 | 9  | 84.48  |
| 8     | Julija Lovrenčič            | Slovenia             | 131.88 | 17 | 41.14 | 5  | 90.74  |
| 9     | Jogailė Aglinskytė          | Lituania             | 131.71 | 8  | 49.19 | 11 | 82.52  |
| 10    | Josefin Brovall             | Svezia               | 131.23 | 7  | 49.78 | 13 | 81.45  |
| 11    | Dani Loonstra               | Paesi Bassi          | 131.05 | 6  | 49.87 | 14 | 81.18  |
| 12    | Karolina Białas             | Polonia              | 128.49 | 16 | 43.15 | 8  | 85.34  |
| 13    | Anastasija Konga            | Lettonia             | 127.07 | 13 | 44.07 | 10 | 83.00  |
| 14    | Mia Risa Gomez              | Norvegia             | 124.71 | 9  | 48.60 | 18 | 76.11  |
| 15    | Michaela Vrašťáková         | Rep. Ceca            | 123.21 | 14 | 43.72 | 17 | 79.49  |
| 16    | Maria Manova                | Bulgaria             | 121.08 | 18 | 40.73 | 15 | 80.35  |
| 17    | Marianne Must               | Estonia              | 120.08 | 22 | 38.02 | 12 | 82.06  |
| 18    | Elena Komova                | Regno Unito          | 118.02 | 12 | 44.25 | 21 | 73.77  |
| 19    | Anna Deniz Özdemir          | Turchia              | 118.00 | 23 | 37.69 | 16 | 80.31  |
| 20    | Júlía Rós Viðarsdóttir      | Islanda              | 115.22 | 19 | 40.53 | 20 | 74.69  |
| 21    | Anna Dea Gulbiani-Schmidt   | Georgia              | 112.68 | 24 | 37.41 | 19 | 75.27  |
| 22    | Taisiia Spesivtseva         | Ucraina              | 112.30 | 15 | 43.68 | 24 | 68.62  |
| 23    | Ysaline Hibon               | Lussemburgo          | 109.45 | 20 | 39.60 | 23 | 69.85  |
| 24    | Lili Krizsanovszki          | Ungheria             | 109.31 | 21 | 38.66 | 22 | 70.69  |
| 25    | Celia Vandhana Garnacho     | Spagna               | 96.66  | 25 | 34.73 | 25 | 61.93  |
| 26    | Elizabeth Golding           | Irlanda              | 93.91  | 26 | 32.41 | 26 | 61.50  |
| 27    | Luiza-Elena Ilie            | Romania              | 88.02  | 27 | 31.27 | 27 | 56.75  |
| 28    | Lisa Amaechi                | Austria              | 85.26  | 28 | 31.02 | 28 | 54.24  |
| 29    | Despoina Katsarou           | Grecia               | 78.00  | 29 | 27.41 | 29 | 50.59  |
| 30    | Jana Kukovska               | Macedonia del Nord   | 68.71  | 30 | 24.98 | 30 | 43.73  |
| 31    | Zara Husedzinovic           | Bosnia ed Erzegovina | 48.90  | 31 | 20.15 | 31 | 28.75  |
| WD    | Darja Mijatović             | Serbia               | WD     | WD | WD    | WD | WD     |